# Maison Watteyne
La Maison Watteyne est un bâtiment Art nouveau édifié par l'architecte Franz Tilley à Ixelles, une commune de Bruxelles en Belgique .

## Localisation
La maison Watteyne est située à Ixelles, au numéro 206 de l'avenue de la Couronne.

## Historique
La maison fut édifiée par Tilley pour Victor Watteyne, ingénieur à l'Administration des mines.
En 1929, les sgraffites qui ornaient la façade ont été remplacés par des panneaux de carreaux en grès.
Le bâtiment fait l'objet d'un classement au titre des monuments historiques depuis le 15 juin 2006.
Il abrite actuellement un centre pastoral.
En 2016, l'ARAU (Atelier de recherche et d'action urbaines) dénonce le fait que le Centre pastoral slovène Saints Cyrille et Méthode, propriétaire des maisons n° 206 et 208, propose la démolition pure et simple des deux immeubles.

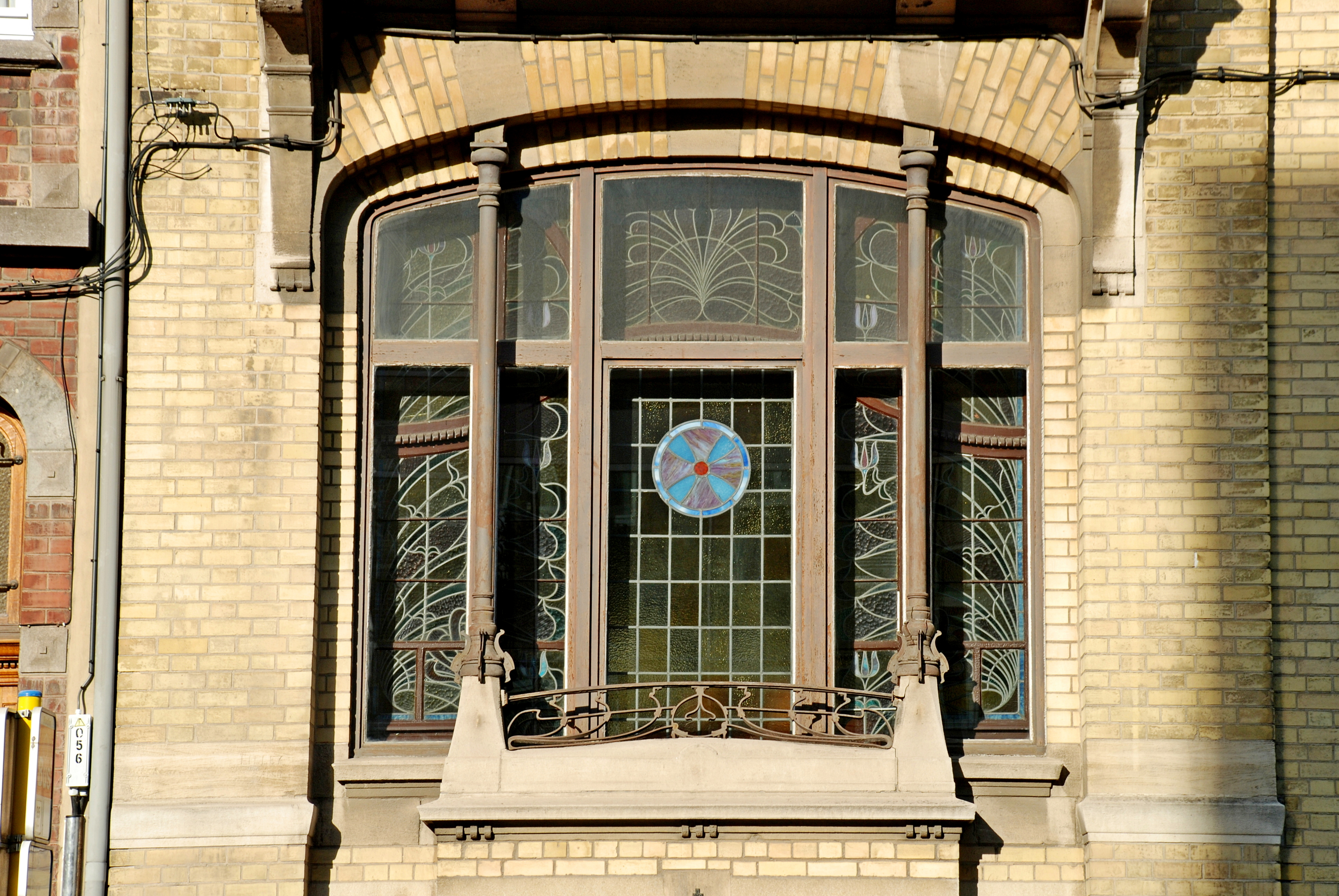
Fenêtre du premier étage ornée de vitraux et précédée de deux colonnettes en fer.

## Architecture
Cette maison de style « Art nouveau géométrique » présente une façade en briques jaunes et pierre bleue.
La façade présente une composition à l'asymétrie très marquée : comme beaucoup de maisons Art nouveau à Bruxelles, elle est composée d'une travée large et d'une travée beaucoup plus étroite.
La travée principale, située à gauche, est ornée d'une succession de fenêtres de formes variées mais présentant toutes la caractéristique d'être surmontée d'un arc surbaissé. Cette travée est couronnée par un pignon ogival.
Au rez-de-chaussée, elle est percée d'une porte de garage qui a remplacé la porte d'entrée en 1929. 
À l'entresol, elle est percée d'une belle fenêtre tripartite à double ébrasement ornée de vitraux à motifs floraux et précédée de deux colonnettes en fer portées par un minuscule balcon orné d'un garde-corps en fer forgé. 
Plus haut, la façade présente une partie en retrait (arrière-corps) qui regroupe la fenêtre du premier étage, précédée d'un balcon aux fers forgés Art nouveau, et celle du deuxième étage, ornée de colonnettes en fer.
Au troisième étage, juste sous le pignon ogival, prend place une dernière fenêtre tripartite, à arc surbaissé et à meneaux de pierre bleue.
Comme il a été dit plus haut, la façade était originellement ornée de sgraffites qui furent remplacés en 1929 par des panneaux de carreaux en grès : on retrouve ces carreaux en grès bicolores sur les allèges de fenêtres ainsi que sur le pignon ogival.